# Pink Panther (1963.)
Pink Panther je filmska komedija iz 1963. godine, prvi film iz serijala o šašavom inspektoru Clouseauu i ukradenom dragulju Pink Pantheru. U glavnoj je ulozi Peter Sellers, a uz njega se pojavljuju i David Niven, Robert Wagner, Claudia Cardinale i Capucine. Blake Edwards je redatelj i scenarist filma. Prvi se put pojavljuje i animirani lik Pinka Panthera.
Film Pink Panther iz 2006. godine je obrada ovoga filma, sa Steveom Martinom u ulozi Clouseaua.

## Radnja
Inspektor Clouseau (Peter Sellers) nespretni je detektiv francuske policije koji uvijek zabrlja stvar. Nađe se na tragu kradljivca dragulja Sir Charlesa Lyttona (David Niven), poznatog pod nadimkom "Fantom". Clouseauova je supruga Simone (glumi ju francuska glumica i model Capucine) suučesnica Fantoma, što Clouseau, naravno, ne zna. U priču se umiješa i nećak Sir Charlesa, George Lytton (Robert Wagner), koji se zajedno s ostalim akterima priče nađe u skijalištu u talijanskoj Cortini d'Ampezzo, gdje zimuje bogata princeza Dala od Lugasha (Claudia Cardinale), vlasnica Ružičastog pantera, najvećeg dijamanta na svijetu.

## Glazba
- The Pink Panther Theme (napisao Henry Mancini 1963. godine)
- Meglio Stasera (napisao Henry Mancini 1963. godine a skladbu je prvi put Fran Jeffries izvela u filmu)

## Uloge
- David Niven - Sir Charles Lytton
- Peter Sellers - inspektor Jacques Clouseau
- Robert Wagner - George Lytton
- Capucine - Simone Clouseau
- Claudia Cardinale - princeza Dala od Lugasha
- Brenda De Banzie - Angela Dunning
- Colin Gordon - Tucker
- John Le Mesurier - javni pravobranitelj
- James Lanphier - Saloud
- Guy Thomajan - Artoff
- Michael Trubshawe - Felix Townes
- Riccardo Billi - Aristotle Sarajos
- Meri Welles - Monica Fawn
- Martin Miller - Pierre Luigi
- Fran Jeffries - grčka rođakinja
- Gale Garnett - glas princeze Dale

## Nagrade
- nominacija za Oscar za najbolju originalnu glazbu (Henry Mancini)
- nominacija za Zlatni globus za najboljeg glumca – komedija ili mjuzikl (Peter Sellers)
- nominacija za nagradu BAFTA za najboljeg britanskog glumca (Peter Sellers)

## Vanjske poveznice
- Pink Panther u internetskoj bazi filmova IMDb-a
- Pink Panther (1963.) na Rotten Tomatoes
- Fan site o serijalu "Pink Panther"  Arhivirana inačica izvorne stranice od 18. kolovoza 2007. (Wayback Machine) (engl.)